# Matthew Bryan-Amaning
Matthew Odoi Bryan-Amaning (Londra, 9 maggio 1988) è un cestista britannico con cittadinanza ghanese.